# واسال مهتر
واسال مهتر (Tenant-in-chief یا vassal-in-chief) در سلسله مراتب فئودالیسم در اروپا به واسالی گفته می‌شود که زمین‌های خود را مستقیم از شاه دریافت کرده است.

## واژه‌شناسی
نام‌های دیگر مستأجر ارشد "captal" یا بارون بود، اگرچه اصطلاح بارون در معنا تکامل یافت. به عنوان مثال، اصطلاح "بارون" در یک گزارش تحقیقی در مورد سال ۱۱۶۶ به بازگشت کلیه مستاجران در انگلیس، استفاده شد. در آن زمان این کلمه به معنای "بارون‌های پادشاه" یا "مردان پادشاه" بود، زیرا بارون هنوز می‌توانست معنای وسیع‌تری داشته باشد. در اصل، به عنوان مثال در کتاب روز رستاخیز (۱۰۸۶) تعداد کمی از افراد قدرتمند وجود دارد. مستأجر ارشد انگلیسی در زمان پادشاه نورمن همگی نجیب‌زادگانی بودند که مستقیماً با شاه در ارتباط بودند.